# Campionato brasiliano femminile di pallavolo
Il campionato brasiliano di pallavolo femminile è un insieme di tornei pallavolistici per squadre di club brasiliane, istituiti dalla Federazione pallavolistica del Brasile.

## Struttura
- Campionati nazionali professionistici:

Superliga Série A: a girone unico, partecipano tredici squadre.
- Campionati nazionali non professionistici:

Superliga Série B: a girone unico, partecipano otto squadre.
Liga Nacional: a girone unico, partecipano diciassette squadre.